# Leonardo (entreprise)
Pour les articles homonymes, voir Leonardo.

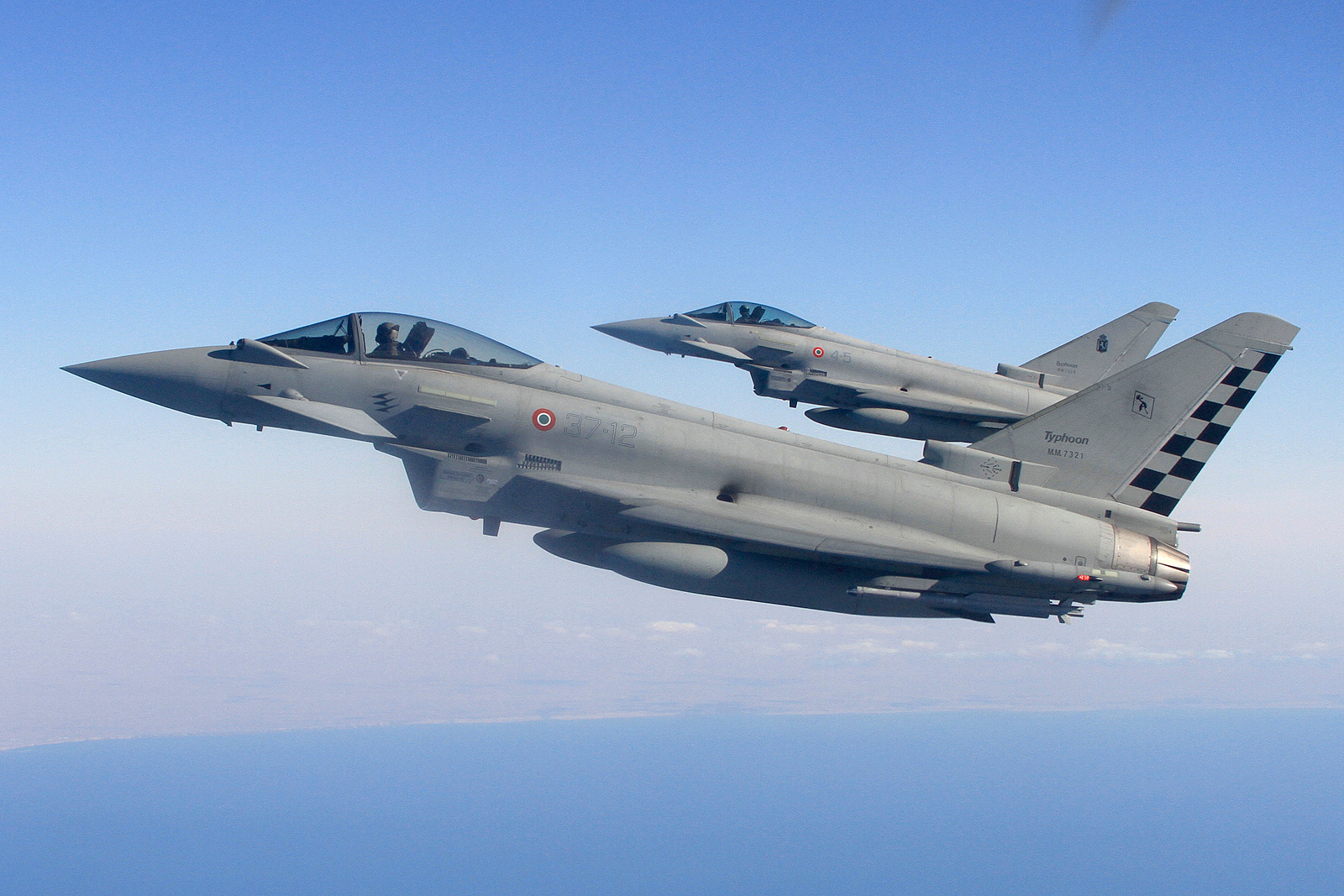
Leonardo dispose de 21 % d'Eurofighter GmbH

Leonardo S.p.A., anciennement Finmeccanica S.p.A., est le second groupe industriel italien, un des premiers constructeurs au monde d'hélicoptères civils et l'un des principaux groupes internationaux du secteur aéronautique et spatial. Il est spécialisé dans l’armement, les hélicoptères, l'aéronautique, l'industrie spatiale et l'énergie.
La société est installée dans plus de cent pays et notamment en Grande-Bretagne et aux États-Unis, où le groupe a racheté de nombreuses entreprises de défense. Il employait plus de 60 000 salariés fin 2024 et a réalisé cette année-là un chiffre d'affaires de plus de 17 milliards d'euros.
La société a changé son nom en Leonardo S.p.A. depuis le 1er janvier 2017. Le changement de nom (en référence au scientifique italien Léonard de Vinci ), fait partie d'un vaste programme de restructuration porté par l'administrateur délégué Mauro Moretti, depuis le début de son mandat en 2014.
Leonardo se classait en 2023 au onzième rang mondial pour la production d'armement.
Le 30 juillet 2025, Leonardo annonce racheter la partie millitaire du groupe italien Iveco.

## Historique
Née en 1948, sous forme de holding financière du secteur mécanique Finmeccanica une des multiples divisions intégrées dans la holding de l'Etat italien IRI, elle est restée une holding diversifiée et soumise aux pressions politiques des différents gouvernements jusqu'en 1980, date à laquelle une réorganisation générale du secteur des participations d'État a été menée.

### Le projet industriel de lagrande Finmeccanica
À partir de 1982 et sous l'impulsion de Fabiano Fabiani, son Directeur Général et Administrateur Délégué, le projet d'une grande Finmeccanica voit le jour. La volonté était de centraliser au cœur même de la holding financière publique toutes les entreprises italiennes intervenant dans les secteurs techniques de pointe afin d'atteindre la taille critique pour justifier de la présence italienne dans le monde ; devenir un des leaders mondiaux dans les technologies spatiales (où Fiat était un des leaders mondiaux dans les systèmes de propulsion[réf. souhaitée]), la défense, la robotique, la micro-électronique, qui étaient jusqu'alors fragmentées entre les divisions Finmeccanica et STET, toutes deux appartenant à l'IRI, Aviofer et FinBreda appartenant à l'EFIM, une autre holding d’État. Ces holdings d’État, mais avec un statut privé, et bien qu'ayant le même actionnaire, se retrouvaient en concurrence souvent sans le savoir.
Finmeccanica put ainsi, après sa sortie du giron public, acquérir des participations importantes dans de nombreuses sociétés privées italiennes et mondiales comme Aermacchi, célèbre constructeur d'avions, de Officine Aeronavali de Venise). Ce processus de restructuration fut relativement lent.
À cette époque, Finmeccanica détenait notamment les groupes :
- Aeritalia, née de la fusion en 1969 de Aerfer avec la division aviation du groupe Fiat SpA-Fiat Avio), et spécialisée dans les avions civils moyen-courriers, tous avions militaires, mais aussi et surtout fabricant de composants complets pour les gros porteurs - fuselage et empennage des Boeing notamment,
- Alfa Romeo divisions automobiles de tourisme et véhicules utilitaires, entreprise vendue en 1986 à Fiat Auto,
- Ansaldo, très ancienne et importante société de mécanique, créée en 1853, grand constructeur de navires, de trains et de centrales électriques, s'est convertie à l'électronique industrielle, les centrales nucléaires (dont Superphénix en France) et le secteur ferroviaire à grande vitesse avec les ETR 500 et 1000.

### Le rachat des sociétés de la STET
Un progrès sensible dans la concentration des entreprises technologiques avancées fut atteint lorsqu'en 1989, STET céda à Finmeccanica trois entreprises clé :
- Selenia Industrie Elettroniche Associate S.p.A., spécialisée dans les technologies spatiales et dans les systèmes de défense - missiles - qui fusionnera avec Aeritalia pour donner naissance à Alenia,
- Elsag (Elettronica San Giorgio), spécialisée dans la robotique et les automatismes industriels,
- SGS-Thomson, coentreprise italo-française dans les semi-conducteurs, qui, après la sortie de Thomson du capital en 1992 devint ST Microelectronics. C'est aujourd'hui le premier fabricant européen et le 6e mondial.

En 1990 Finmeccanica rachète les activités industrielles en Italie du groupe anglais Ferranti, qui regroupait OTE (communications mobiles), LABEN (espace) et Elmer (électronique). Le groupe britannique Ferranti a fait faillite en 1993.

### Les années 1990
La principale difficulté rencontrée par Finmeccanica fut son manque de disponibilités financières pour lui permettre de procéder rapidement à la croissance planifiée sachant que son actionnaire principal n'aurait jamais pu soutenir seul cet effort.
C'est ainsi qu'en 1993 le groupe Finmeccanica ouvre son capital et est introduit en bourse.
Lorsque l'État italien décida de dissoudre l'EFIM en 1994, Finmeccanica a pu constituer le pôle national italien de défense en reprenant des entreprises historiques comme :
- Breda Meccanica Bresciana, spécialiste des armes et munitions,
- OTO Melara de La Spezia, spécialiste des véhicules militaires d'assaut et d'artillerie,
- Officine Galileo de Florence, spécialiste des systèmes de guidage,
- Agusta de Varese, fabricant mondial d'hélicoptères civils et militaires.

Mais ce n'est qu'en 1996 que la fusion des divisions ferroviaires Ansaldo et Breda a pu se concrétiser pour donner naissance à AnsaldoBreda.
Dans les années 1990, ailleurs dans le monde, Finmeccanica racheta des grandes entreprises comme :
- les américains Bailey Controls Company en 1989 et Fisher & Porter Company en 1994,
- l'allemand Hartmann & Braun, en 1996.

Trois entreprises spécialisées dans l'automation industrielle qui seront intégrées dans Elsag Datamat. La division civile du groupe Elsag-Bailey a été cédée à ABB en 1999, la division militaire a été renommée Selex-Elsag S.p.A..

### Les années 2000
Entre 1999 et 2000, Finmeccanica signe d'importants accords internationaux qui donneront une nouvelle impulsion à son développement au niveau mondial avec :
- l'anglais Marconi Electronic Systems (en) (MES) devenu BAE Systems, Finmeccanica créera une coentreprise : AMS, qui fusionnera toutes les activités de défense de Selenia,
- l'anglais GKN avec qui Finmeccanica va créer Agusta Westland, le second producteur d'hélicoptères au monde, qu'il rachètera intégralement en 2004.

Le groupe Finmeccanica a été privatisé en juin 2000, par la mise en bourse des actions détenues par l'IRI. À la suite de cette opération, l'État Italien conserve 32,45 % du capital.
Malgré l'importante participation dans STMicroelectronics et le maintien des activités industrielles de base comme l'énergie et le secteur ferroviaire, à partir de 2001, sous la présidence de Pier Francesco Guarguaglini, la stratégie de développement de Finmeccanica se porte sur les domaines de l'espace et de la défense. Des rachats importants ont été opérés : 
- en 2002 : 
  - l'Anglais Marconi Mobile dans les télécommunications,
  - les Italiens Telespazio, spécialiste des transmissions satellites et Aermacchi, important constructeur d'avions d'entraînement militaire,
- en 2004 :
  - le rachat intégral des coentreprises Agusta Westland et AMS, et de toutes leurs filiales dans le monde.

Finmeccanica reste un des principaux acteurs mondiaux dans leur domaine avec ses filiales Ansaldo Energia, Ansaldo STS et AnsaldoBreda.
Finmeccanica a maintenu sa participation dans STMicroelectronics et garde une participation de 25 % dans Avio (ex Fiat Avio), principal constructeur de propulseurs d'avions, fusées et pour navires. Avio a été cédée par le groupe Fiat SpA en 2003.
En octobre 2008, Finmeccanica finalise le rachat pour 5,2 milliards de dollars de DRS Technologies, un groupe américain d'électronique de défense créé en 1968 et ayant réalisé 2,8 milliards de dollars de chiffre d'affaires en 2007.
En octobre 2013, Ansaldo Energia, qui était précédemment possédé à 55 % par Finmeccanica et à 45 % par le fonds américain First Reserve, est rachetée à 85 % par la CDP - Cassa Depositi e Prestiti, (équivalent de la Caisse des dépôts et consignations française), à travers le Fondo Strategico Italiano, pour 777 millions d'euros. Finmeccanica conserve 15 % d'Ansaldo Energia et récupère, avec cette transaction, 400 millions d'€uros,.
En février 2015, Finmeccanica annonce la vente de sa filiale ferroviaire, AnsaldoBreda et sa participation de 40 % dans Ansaldo STS, au groupe japonais Hitachi pour 810 millions d'euros. Hitachi devra, par la suite, lancer une OPA sur l'ensemble des participations d'Ansaldo STS pour un coût d'environ 1,86 milliard d'euros.
En juin 2022, la filiale américaine du conglomérat de défense italien, Leonardo DRS (it), rachète la filiale américaine de RADA Electronic Industries (en). La nouvelle filiale de Leonardo est cotée au Nasdaq et à la bourse de Tel Aviv sous le nom de DRS, les actionnaires de RADA détiennent 19,5 % de la nouvelle entité combinée et Leonardo le reste (80,5 %).
En octobre 2024, le groupe annonce créer une co-entreprise à 50-50 avec l'allemand Rheinmetall dans le domaine des chars et systèmes de défense terrestres. Cette co-entreprise, nommée Leonardo Rheinmetall Military Vehicules (LRMV), a pour premier objectif de fournir des véhicules de combat à l'armée italienne, dont un nouveau char,,.

### De Finmeccanica à Leonardo
À partir de mars 2016, l’opération de refonte de l'image de marque de la société, voulue par Mauro Moretti avec la proposition de changer la dénomination sociale à partir du 1er janvier 2017 de la part du conseil d’administration à l’assemblée des actionnaires, va être lancée.
Avec l’approbation de la nouvelle dénomination de la part de l’assemblée des actionnaires, qui a eu lieu le 28 avril 2016, Finmeccanica devient officiellement Leonardo à partir du 1er janvier 2017, un nom choisi en référence au peintre et scientifique italien Leonardo da Vinci.

### Chronologie
jaune : filiale de Finmeccanica

## Les différentes activités du groupe

### Électronique de Défense et de Sécurité
Dans le secteur de l'électronique de défense et de sécurité, Leonardo est le numéro 2 européen et numéro 6 mondial. Ses différentes filiales sont : 
- DRS Technologies, basée à Parsippany dans le New Jersey, était un groupe d'électronique de défense américain, 14e groupe de défense américain lors de son rachat par Finmeccanica en 2008 selon le classement Fortune
- SELEX Elsag, basée à Gênes, fabrique des systèmes de télécommunications critiques
- SELEX Galileo est actif dans l'avionique et l'optronique,
- SELEX Sistemi Integrati est présent dans les radars.

### Hélicoptères

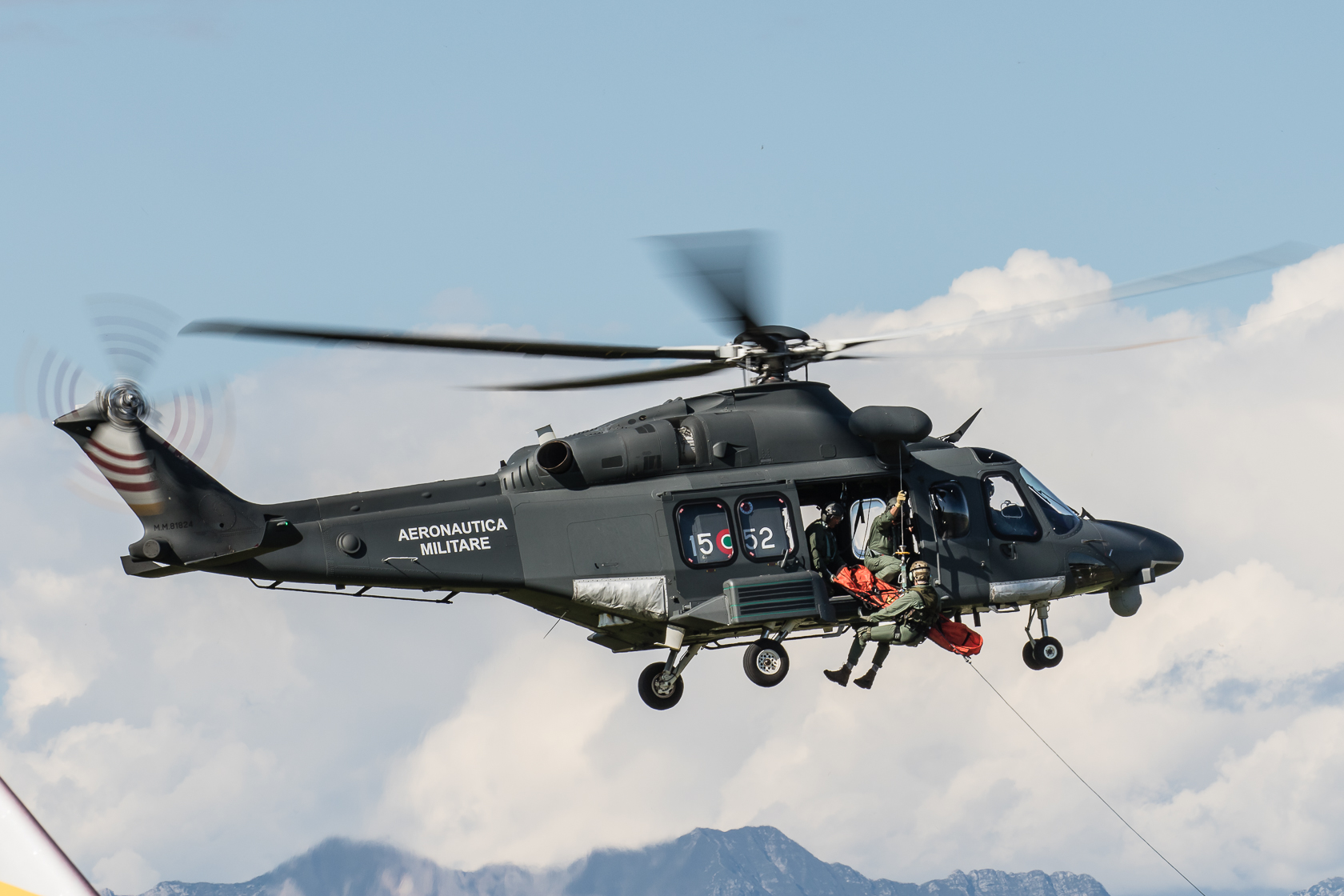
AW139

La filiale d'hélicoptères Agusta Westland, détenue à 100 % depuis 2004 (rachat de la part de BAE Systems). Leonardo possède également 32 % du GIE NHIndustries.

### Aéronautique
Alenia Aermacchi (en) regroupe depuis le 1/01/2012 l'ensemble des activités aéronautiques civiles, basées à Naples, et militaires, basées à Turin, du groupe. Alenia Aermacchi fabrique le M-346, le seul avion d'entrainement au pilotage des avions de combat de 4e et 5e génération au monde et l'avion de transport tactique C-27J. Alenia Aermacchi participe au programme d'avion de combat F-35 de Lockheed Martin, au programme de drone de combat Neuron de Dassault Aviation et fabrique des aérostructures pour les avions de ligne tels que le A380, le B787 et le Bombardier CSeries.

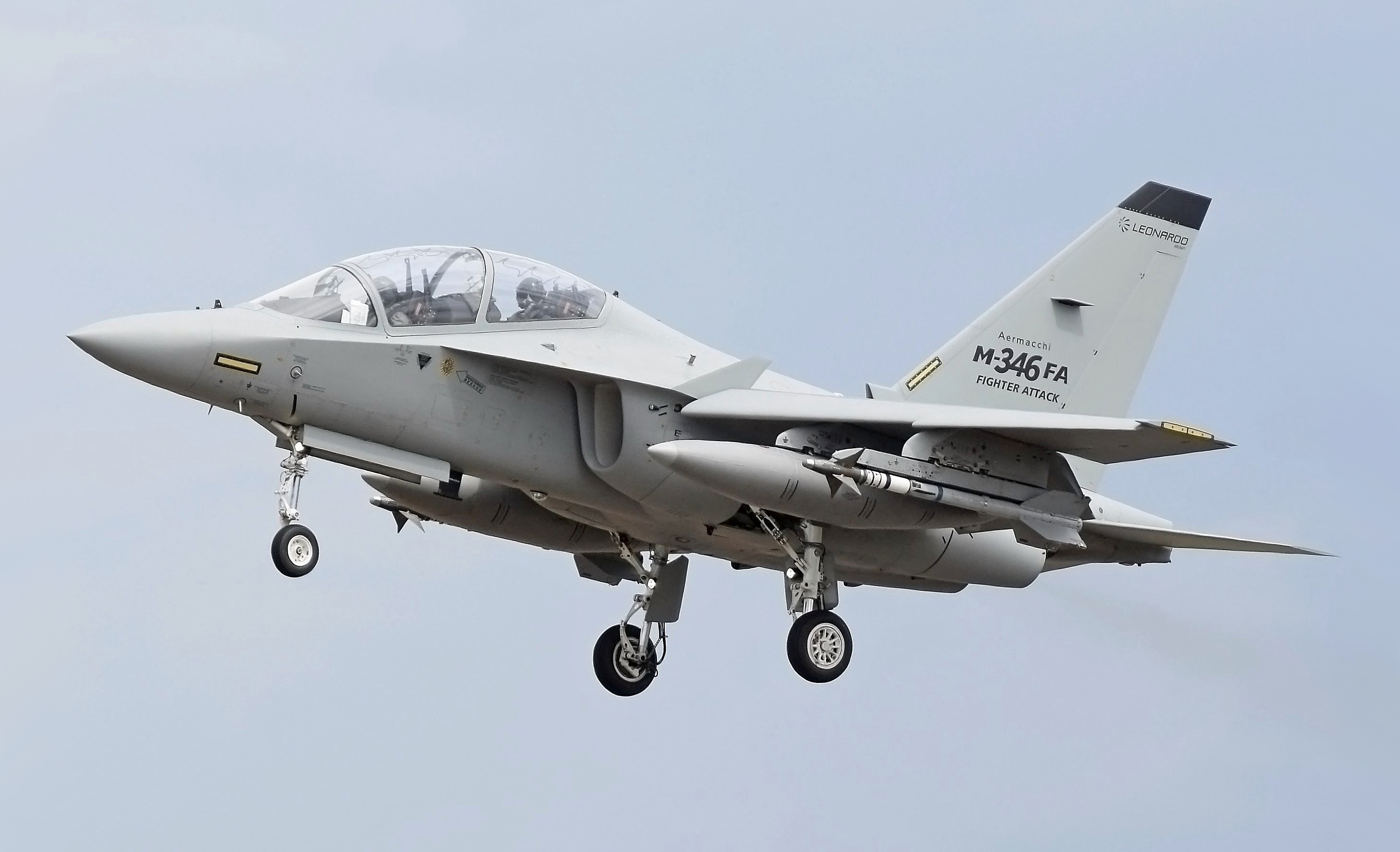
M-346

Alenia Aermacchi possède également des participations dans différentes sociétés, telles que : 
- 50 % du GIE ATR avec Airbus Group, le principal fabricant d'avions régionaux à turbopropulseurs au monde
- 21 % dans l'avion de combat européen Eurofighter
- 51 % de SuperJet International, la structure, basée à Venise et créée en 2007, qui commercialise l'avion de ligne russe Sukhoï SuperJet 100.

### Systèmes de Défense

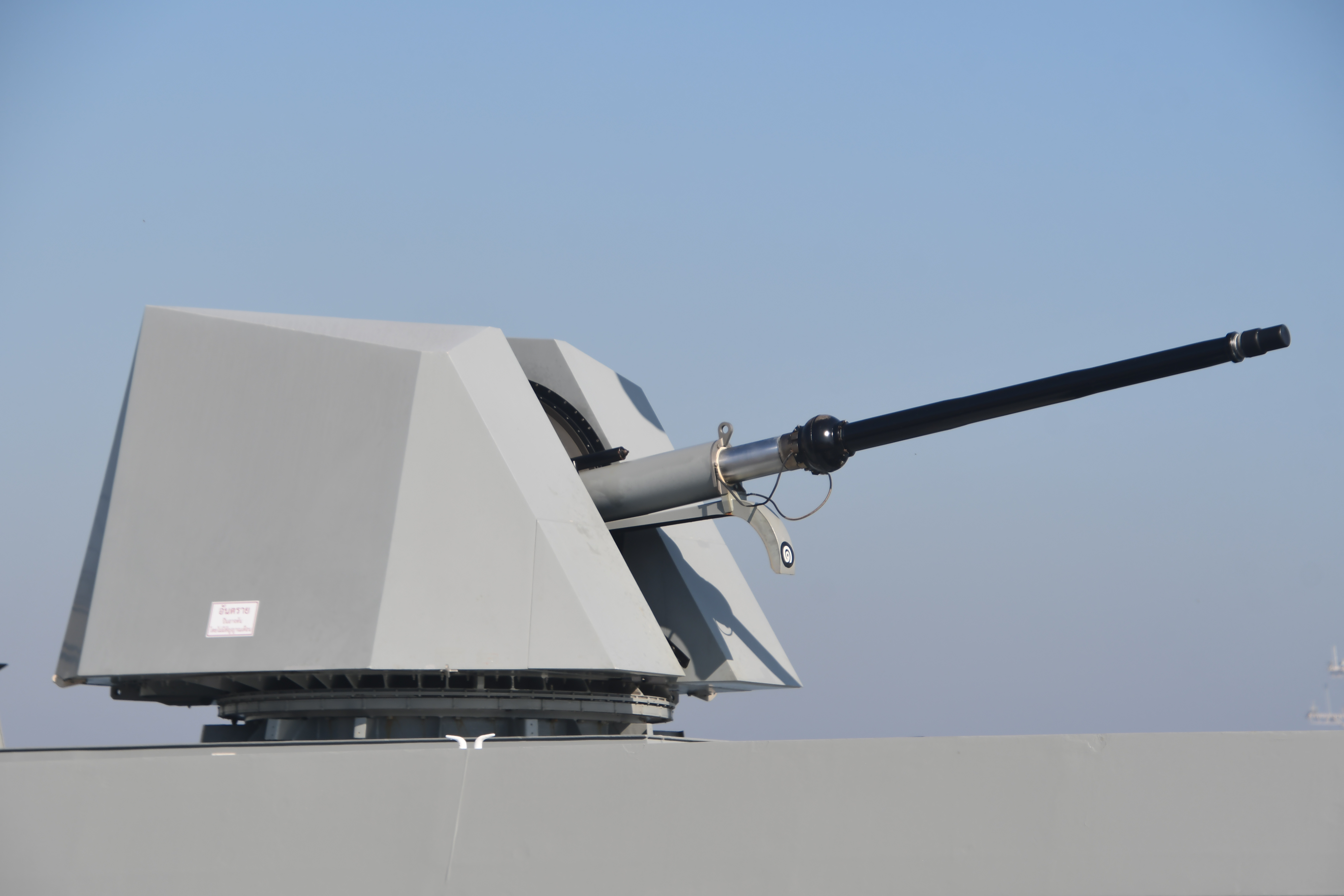
Otobreda 76 mm Super Rapid

L'activité Systèmes de Défense (ex Alenia Difesa), fabrique des missiles, des torpilles, de l'artillerie et des véhicules blindés. Leonardo possède 
- 25 % de MBDA, le principal fabricant européen de missiles,
- OTO Melara, leader de l'artillerie navale et terrestre, bombes guidées et systèmes de DCA,
- CIO : Consortium Iveco-OTO Melara, coentreprise 50/50 avec IVECO (groupe Fiat Industrial) pour la fabrication de véhicules blindés,
- WASS (Whitehead Alenia Sistemi Subacquei), un leader mondial des torpilles racheté en 1995.

### Spatial

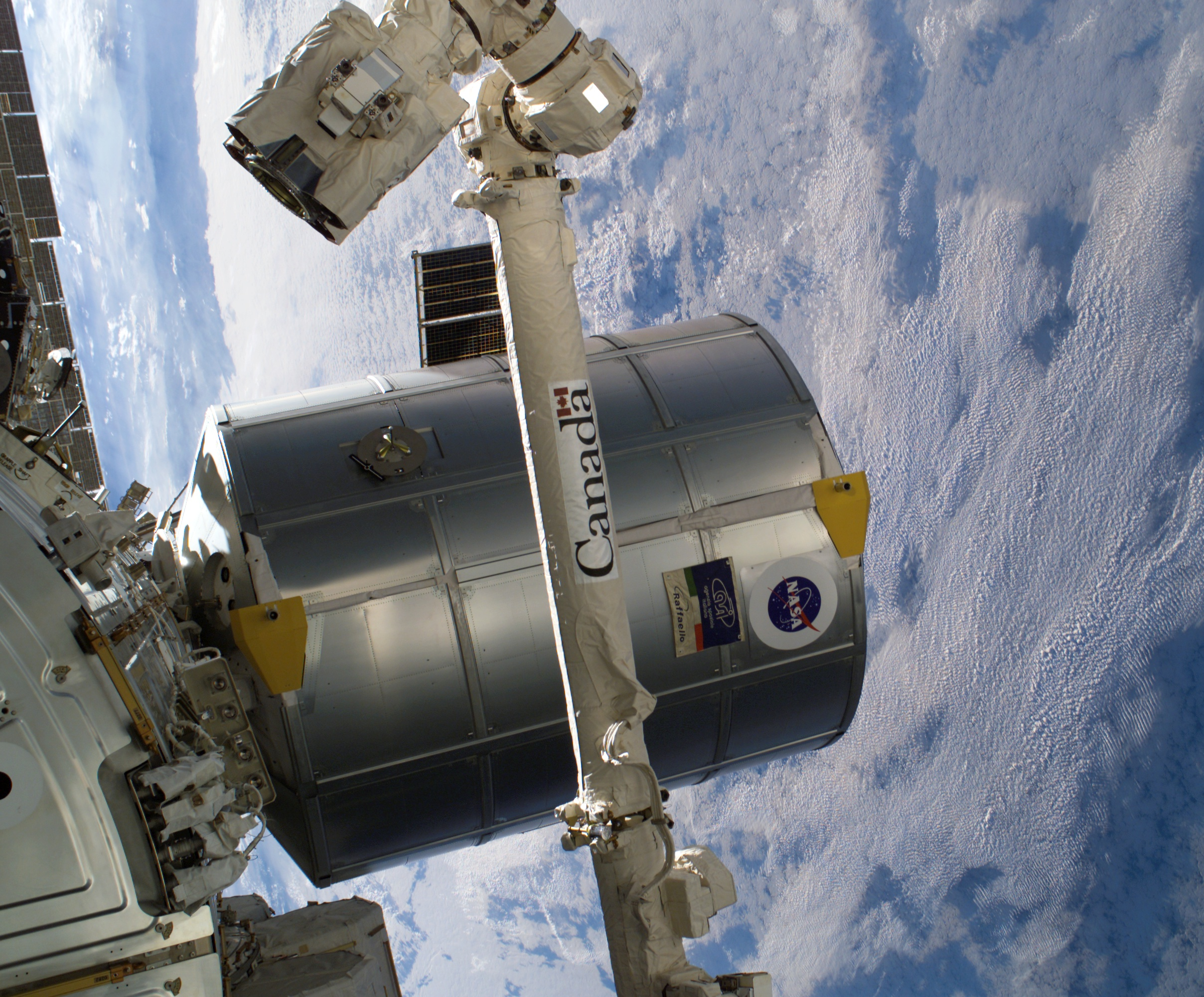
MPLM

Dans le domaine spatial, Leonardo possède deux coentreprises avec le groupe français Thales:
- Telespazio, détenu à 67 %, fournit des services satellitaires de navigation, d'observation de la Terre, de télécommunications,
- Thales Alenia Space, détenu à 33 % fabrique des satellites de navigation, de télécommunications, météo, militaires, scientifiques ou d'observation de la Terre.

### Transports
Dans les transports, Leonardo possède : 
- 40 % de Ansaldo STS, basée à Gênes, qui fabrique des systèmes de signalisation ferroviaire
- AnsaldoBreda fabrique des trains à grande vitesse, des locomotives diesel et électriques, des tramways, des métros. Présent en France, en Italie, en Norvège, au Danemark et aux États-Unis, Ansaldo Breda est née de la fusion d'Ansaldo Trasporti avec Breda Costruzioni Ferroviarie

Les activités ferroviaires, Ansaldo Breda et les 40 % dans Ansaldo STS, ont été revendues en février 2015 au groupe japonais Hitachi.

### Énergie
Dans l'énergie, Leonardo possède 55 % de Ansaldo Energia aux côtés du fonds d'investissement américain First Reserve Corporation. Ansaldo Energia est le principal fabricant italien de centrales électriques, centrales hydrauliques, au gaz ou nucléaires.
Leonardo a revendu en octobre 2013 40 % d'Ansaldo Energia au Fondo Strategico Italiano et n'en a conservé qu'une participation résiduelle de 15 %.

## Les principaux chiffres
|                                        | 2009   | 2010   | 2011   | 2012   | 2013   | 2014   | 2015   | 2016   |  |
| -------------------------------------- | ------ | ------ | ------ | ------ | ------ | ------ | ------ | ------ |  |
| Électronique de Défense et de Sécurité | 6.718  | 7.137  | 6.035  | 5.136  | 4.952  | 5.074  | 6.974  | 6.726  |  |
| Hélicoptères                           | 3.480  | 3.644  | 3.915  | 4.243  | 4.384  | 4.556  | 3.910  | 3.737  |  |
| Aéronautique                           | 2.641  | 2.809  | 2.670  | 2.974  | 3.980  | 3.113  | 1.741  | 1.158  |  |
| Systèmes de Défense                    | 1.195  | 1.210  | 1.223  | 1.256  | 1.575  | 209    | 686    |        |  |
| Spatial                                | 909    | 925    | 1.001  | 1.053  | 1.002  |        |        |        |  |
| Transports                             | 1.811  | 1.962  | 1.877  | 1.719  | 1.908  |        |        |        |  |
| Energie                                | 1.652  | 1.413  | 981    | 715    |        |        |        |        |  |
| Autres                                 | 410    | 243    | 305    | 347    |        | 138    | 110    | 88     |  |
| Total                                  | 18.176 | 18.695 | 17.318 | 16.504 | 16.033 | 12.764 | 12.995 | 12.002 |  |

|                               | 2007   | 2008   | 2009   | 2010   | 2011    | 2012   | 2013   | 2014   | 2015   | 2016   |
| ----------------------------- | ------ | ------ | ------ | ------ | ------- | ------ | ------ | ------ | ------ | ------ |
| Chiffre d'Affaires            | 13.429 | 15.037 | 18.176 | 18.695 | 17.318  | 16.504 | 16.033 | 12.764 | 12.995 | 12.002 |
| Résultat Net                  | 521    | 621    | 718    | 557    | - 2.306 | - 792  | 74     | 20     | 527    | 507    |
| Dépenses de R&D               | 1.836  | 1.809  | 1.982  | 2.030  | 2.020   | 1.912  | 1.820  | 1.227  | 1.446  | 1.373  |
| Carnet de Commandes           | 17.916 | 17.575 | 21.099 | 22.453 | 17.434  | 44.908 | 42.697 | 29.383 | 28.793 | 34.798 |
| Nombre de Salariés au 31 déc. | 60.748 | 73.398 | 73.056 | 75.197 | 70.474  | 67.408 | 63.835 | 54.380 | 47.156 | 45.631 |

Nota : 
- À partir de 2013, les chiffres excluent le groupe Ansaldo Energia cédé au fond italien Fondo Strategico Italiano.
- À partir de 2014, les chiffres excluent les activités des filiales et coentreprises comme ATR dans l'aviation, MBDA dans les systèmes de défense ou les J-V dans le domaine spatial Telespazio ou Thales Alenia Space, NHIndustries dans les hélicoptères, etc. Le chiffre d'affaires ne consolide ainsi plus un montant global de 2.309 k€ en 2014 et 2.097 k€ en 2015.
- Les chiffres 2015 excluent la division transports routiers BredaMenarinibus cédée en décembre 2014 à Industria Italiana Autobus et ferroviaire AnsaldoBreda à Hitachi Rail Italy le 2 novembre 2015.